# Grand Lake (Nouveau-Brunswick)
Pour les articles homonymes, voir Grand Lake.
Grand Lake est un village du Nouveau-Brunswick au Canada, situé dans le comté de Queens et rattaché à la région 11. Il est créé le 1er janvier 2023.

## Géographie
Le territoire de la municipalité s'étend au nord-ouest du Grand Lac, à environ 40 km à l'est de Fredericton. Elle est divisée en quatre quartiers.

## Histoire
La municipalité de Grand Lake est créée le 1er janvier 2023 par la fusion des villages de Chipman et Minto, et par l'annexion de zones adjacentes non incorporées, dans le cadre de la réforme territoriale de la province. Plus précisément, elle englobe l'ancien district de services locaux (DSL) de la paroisse de Chipman et des parties des DSL de la paroisse de Canning, de la paroisse d'Harcourt, de la paroisse de Northfield et de la paroisse de Sheffield. Cette fusion forcée suscite initialement l'opposition des dirigeants et des habitants des deux villages.

## Démographie
La population est estimée à 4 435 habitants.

## Politique et administration
La municipalité est dirigée par un conseil municipal de neuf membres, dont le maire, élus pour quatre ans. Les premières élections ont lieu le 28 novembre 2022, à l'issue desquelles le maire est élu par acclamation.
| Période          | Période  | Identité      | Étiquette | Qualité |
| ---------------- | -------- | ------------- | --------- | ------- |
| 1er janvier 2023 | en cours | Kevin Nicklin |           |         |